# Die Letzte am Schafott

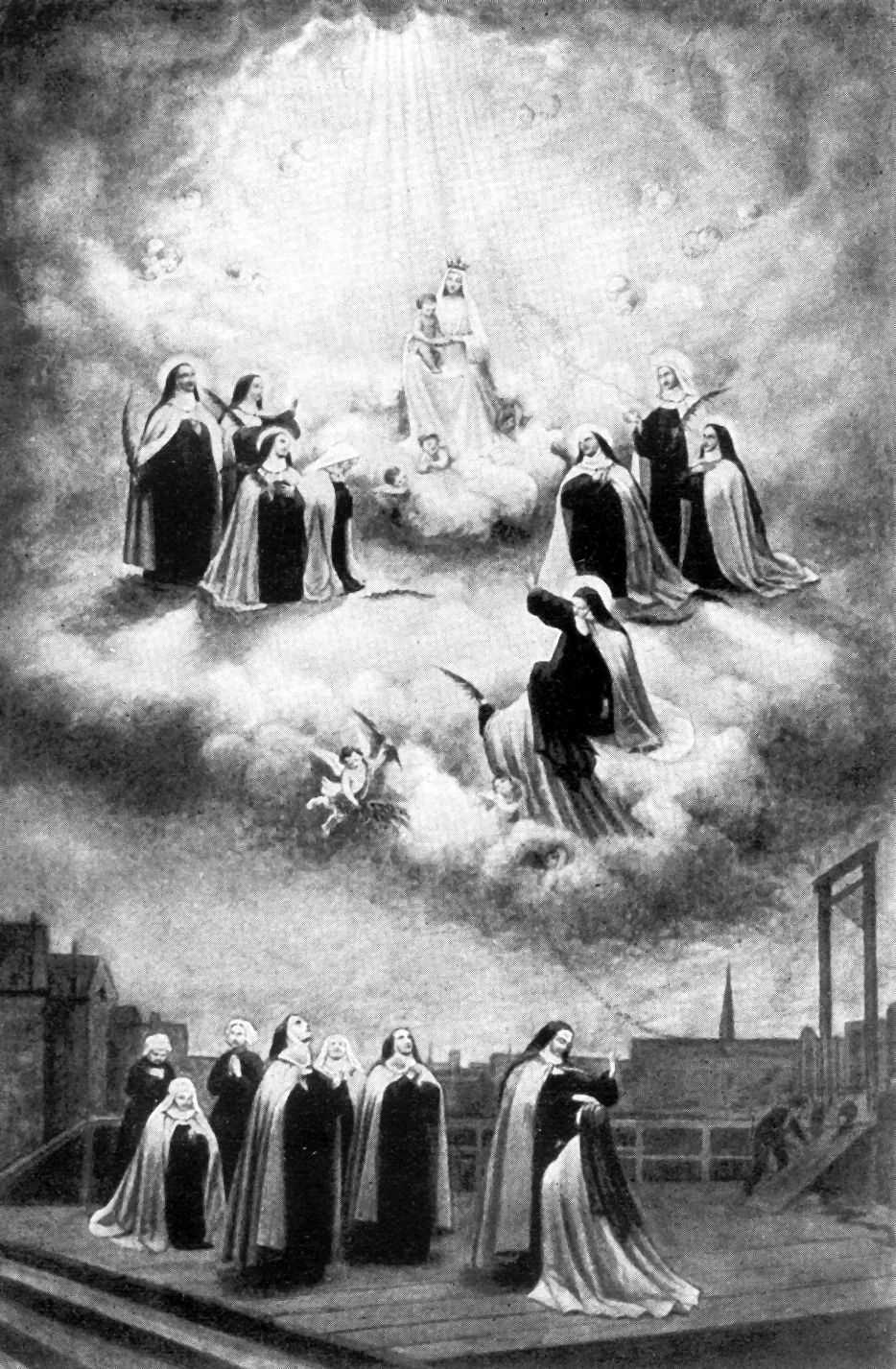
Die Karmelitinnen von Compiègne angesichts der Guillotine, Illustration von Louis David OSB, 1906

Die Letzte am Schafott ist eine 1931 erschienene Novelle von Gertrud von Le Fort. Die junge, ängstliche Blanche de la Force nimmt an der Guillotine den frommen Gesang ihrer früheren Mitschwestern, der Karmelitinnen von Compiègne mutig auf und erhebt somit die schwache Stimme gegen den blutigen Terror der Revolution.

## Zeit und Ort
Die Novelle hat ein historisches Ereignis zum Thema: Am 17. Juli 1794 wurden die sechzehn Karmelitinnen von Compiègne auf der Guillotine hingerichtet. Sie wurden in den Massengräbern des Cimetière de Picpus verscharrt. Als Märtyrinnen wurden sie 1906 von Papst Pius X. seliggesprochen. Die Novelle behandelt die Ereignisse vom 30. Mai 1770 bis zum 17. Juli 1794 in Paris und im Karmelitinnenkloster von Compiègne.

## Handlung
Während des Unglücks mit dem Feuerwerk bei der Vermählung Ludwigs XVI. gerät die Staatskarosse des Marquis de la Force in einen Tumult. Die verstörte Marquise erreicht ihr Palais mit zerrissenen Kleidern zu Fuß, kommt zu früh nieder und verstirbt.
Ihre Tochter, die Halbwaise Blanche de la Force, erweist sich als sehr ängstlich. Mit sechzehn Jahren soll Blanche heiraten. Das Mädchen will aber Nonne werden. Ihr Vater, der Marquis de la Force, der für die Freiheit schwärmt, ist dagegen, kann sich jedoch nicht durchsetzen.
Blanche tritt in den Karmel von Compiègne ein. Ihre Novizenmeisterin wird Mutter Marie de l’Incarnation, die uneheliche Tochter eines Prinzen von Frankreich.
1789, nach dem Sieg der Revolution, inspiziert ein übereifriger Kommissar das Kloster. Er droht beiden Frauen mit dem Tod. Marie glüht angesichts des drohenden Martyriums „wie ein Cherub“. Auch die anderen Schwestern bereiten sich auf das Martyrium vor. Als die Kirchengüter durch die Nationalversammlung beschlagnahmt werden, erweisen sich die Nonnen als große Dulderinnen. Sie deuten die mit der Revolution einhergehenden Widerwärtigkeiten in Freude um und leben „arm wie in Bethlehem“. Der ganze Konvent, mit Mutter Marie an der Spitze, gelobt das Martyrium, Blanche aber hat Angst. Mutter Marie kann für Kleinmut überhaupt kein Verständnis aufbringen.
Die Repressalien der Revolutionsregierung werden drückender. Die Nonnen sollen ihren Habit ablegen. Blanche hält dem Druck nicht stand und flüchtet. Der Vater Blanches schreibt der Priorin des Klosters, Blanche sei krank.
Blanches Vater wird eingekerkert und im Kerker von den Revolutionären erschlagen. Blanche lehnt hinter dem Toten an der Kerkerwand. Das Mädchen gerät in die Gewalt der schrecklichen „Septembermütter“. Jene, benannt nach den Schreckenstagen vom 2. bis 6. September 1792, sind Marktweiber, die Blanche durch die Straßen von Paris mitschleppen.
Mutter Marie in Compiègne ist froh, dass nach der Flucht Blanches keine schwache Frau mehr im Kloster weilt. Die Behörden der Revolution zitieren sie nach Paris. Ihre Staatsrente soll liquidiert werden. Als Marie die unglücklichen Opfer sieht, die zur Guillotine gekarrt werden, versteht sie auf einmal, was Todesangst bedeutet und stürzt sich ins Menschengewühl, denn sie meint, sie habe Blanche unter den Frauen, die dem Karren zum Schafott folgen, erblickt. Als Mutter Marie nach Compiègne zurückwill, sind die Pariser Stadttore geschlossen. Marie, „die Seele des Opferwillens aller“, sieht sich vom Opfer des Martyriums ausgeschlossen.
Inzwischen wird der gesamte Konvent von Compiègne verhaftet, nach Paris verbracht und hingerichtet. Der adelige Briefschreiber, mit der Kokarde getarnt, erlebt das Martyrium der sechzehn Nonnen von Compiègne als Zuschauer. Der fromme Gesang der Nonnen lässt die blutdürstige Menge verstummen. Doch dann vernimmt der Briefschreiber das Wunder. Maries Stimme „geht auf eine andere über“. Blanche erhebt am Schafott als Letzte aus dem Pulk der Septembermütter heraus ihre Stimme. Das Gesicht der vormals Ängstlichen ist „völlig furchtlos“. Blanche setzt den Gesang fort, bis sie von dem Gesindel erschlagen wird. Marie hingegen kommt als einzige der Nonnen mit dem Leben davon.

## Form
Die Novelle ist als Brief eines Aristokraten an eine anonyme Emigrantin abgefasst. Datiert ist der Brief mit „Paris, im Oktober 1794“. Der anonyme Briefschreiber erzählt nicht von allen Ereignissen, sondern übergeht manches, wie etwa die Flucht Blanches aus dem Kloster und distanziert sich vorsichtig von Gerüchten. Er möchte z. B. die Ereignisse unmittelbar vor Blanches Geburt nüchtern berichten.

## Bearbeitungen
Georges Bernanos schrieb auf der Basis der Novelle zunächst 1947 ein Drehbuch, das 1960 unter dem Titel Le Dialogue des Carmélites (dt. Opfergang einer Nonne) verfilmt wurde. Jeanne Moreau spielte in diesem Film die Mutter Marie, Pascale Audret die Blanche. Schon 1951 war das Manuskript zu einem Bühnenstück von Bernanos posthum als Die begnadete Angst in Zürich uraufgeführt worden. Auf der Basis dieses Textes erstellte Francis Poulenc das Libretto zu seiner Oper Dialogues des Carmélites, die 1957 an der Mailänder Scala uraufgeführt wurde.